# Gösta Carlsson (fotbollstränare)
Gösta Vilhelm Carlsson, född den 24 oktober 1908 i Kalmar, död den 23 oktober 1993 i Kalmar, var en svensk fotbollstränare och lagledare.
Han är känd för att som tränare under 1940-talet föra Kalmar FF från dåvarande tredjedivisionen Div. III (idag under namnet Ettan) till Allsvenskan.

## Ledargärning
När Carlsson tillträdde som tränare för Kalmar FF hade han inga stora fotbollsmeriter. Hans egen idrottskarriär som aktiv hade varit inom brottningen. Carlsson var en visionär ledare öppen för nya impulser och ständigt på språng. Under en lång period under 1930- och 1940-talet var han både lagledare och tränare för Kalmar FF. Uppdragen i KFF skötte Carlsson samtidigt som han arbetade som cykelreparatör på Sandås Cykelverkstad. 
Carlsson är med sina 184 seriematcher som tränare i KFF, den som gjort nästflest seriematcher som tränare i föreningens historia. Endast Nanne Bergstrand har fler.
Utöver Kalmar FF har Carlsson bland annat även tränat Lindsdals IF, Nybro IF, Östers IF och Blomstermåla IK 

## Meriter och Utmärkelser
Gösta ledde som tränare KFF till serieseger i Div III Sydöstra norra 1942-43 och till serieseger i Div II Sydvästra 1948/1949. 
För sina betydelsefulla insatser i föreningen är Gösta Carlsson sedan starten 2011 invald i Kalmar FFs Wall of Fame som går att beskåda inne på Guldfågeln arena.